# Justitieborgmästare
Justitieborgmästare var tidigare titeln för den borgmästare som ansvarade för rättskipningen i en svensk stad. Justitieborgmästaren var chef för rådhusrätten i staden. Från och med tingsrättsreformen fick domstolarnas nya chefsdomare i stället titeln lagman.
Titeln infördes under 1600-talet sedan kungen velat öka sitt inflytande i städerna och samtidigt öka professionalismen inom städernas styre.
I början av 1900-talet fanns endast en stad med flera än en borgmästare, nämligen Göteborg, som hade en justitieborgmästare och en handels- och politieborgmästare ; den förre stod i spetsen för rättegångsväsendet i staden. I Norrköping bar den ende borgmästaren titeln justitieborgmästare. I Stockholm fanns från 1636 fyra borgmästare, av vilka en var justitieborgmästare; sedan de övrigas ämbeten under loppet av 1800-talet indragits, det sista 1875, utbyttes samma år benämningen justitieborgmästare mot borgmästare.